# Paulette Darty
Pauline Joséphine Combes, dite Paulette Darty, née le 2 janvier 1871 à Paris, ville où elle est morte le 9 décembre 1939 , est une chanteuse et une actrice française

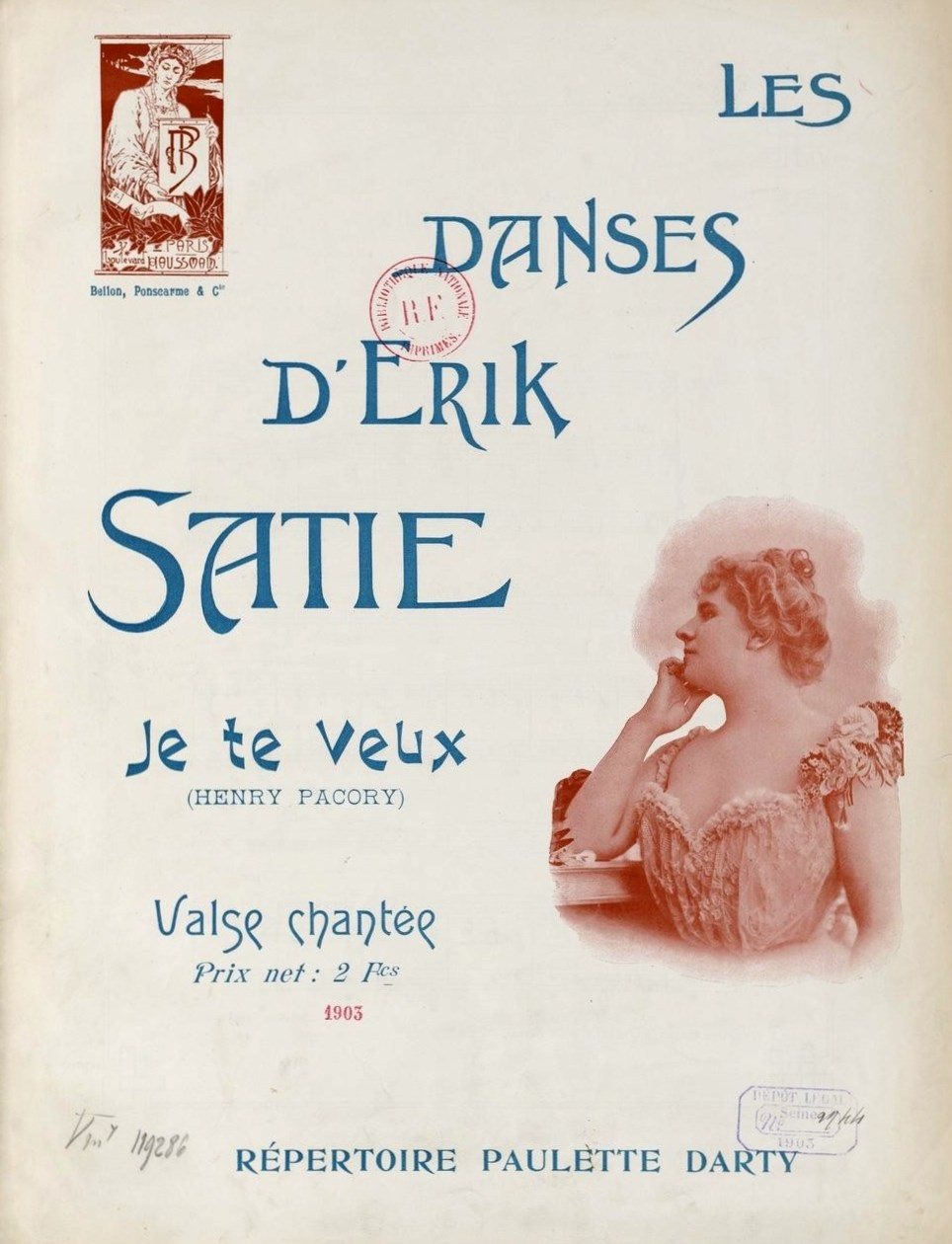
Paulette Darty («Je te veux»)

## Biographie
Fille d'un entrepreneur de peintures, Paulette Darty naît le 2 janvier 1871 dans le 16e arrondissement de Paris.
Bien avant de devenir La Reine des Valses lentes, elle débute par le piano qu'elle étudie au Conservatoire. Après quelques rôles à l'Eden de Vichy dans diverses opérettes, elle se fait connaître à l'Eldorado vers 1895, puis à la Scala à partir de mars 1897. Elle crée deux standards de la chanson, Amoureuse en 1901 et Fascination en 1905, signées par Maurice de Féraudy. Elle joue aussi au théâtre (notamment le rôle de Dolorès dans Florodora aux Théâtre des Bouffes-Parisiens en 1903). La musique Je te veux fut composée pour Paulette Darty par Erik Satie.
Décédée à l'âge de 68 ans, Paulette Darty était veuve de l'artiste lyrique Gilbert de Bidart (1865-1902), d'où un fils Maurice (1891-1935), puis de l'industriel Édouard Dreyfuss (1857-1927).
Elle meurt le 9 décembre 1939 à l'Hôpital des Diaconesses de Reuilly, dans le 12e arrondissement, et se trouve inhumée au cimetière de Rueil-Malmaison.

## Discographie

### Enregistrements d'époque sur disque 78 tours monoface
- 1902 : Dernières étreintes, paroles de Fabrice Lémon[8] et Léon Garnier, musique de Gustave Goublier, sur disque monoface 78 tours 25 cm Zonophone n° X-2049[9] (International Zonophone Company à Berlin)[10]
- 1902 : Boudeuse !, paroles de Fabrice Lémon, musique de Charles Zeller, sur disque monoface 78 tours 25 cm Zonophone (International Zonophone Company à Berlin)
- 1902 : Amoureuse, paroles de Maurice de Féraudy, musique de Rodolphe Berger, sur disque monoface 78 tours 25 cm Zonophone (International Zonophone Company à Berlin)
- 1902 : Revivons l'amour, paroles de Maurice de Féraudy, musique de Paul Fauchey, sur disque monoface 78 tours 25 cm Zonophone (International Zonophone Company à Berlin).

### Enregistrements d'époque sur disque 78 tours double face
- 1930 : La Marche des Grenadiers[11], paroles de Léo Lelièvre et Clifford Grey, musique de Victor Schertzinger, accompagnée des chœurs et du grand orchestre de Louis Pecqueux, sur disque 78 tours 25 cm Perfectaphone no 3226[12]
- S.d. : Amoureuse, paroles de Maurice de Féraudy, paroles de Rodolphe Berger, accompagnée par l'orchestre de Jean Lenoir, sur disque 78 tours 25 cm Polydor no 521739 (face 1)
- S.d. : Parlez-moi d'amour, paroles et musique de Jean Lenoir, accompagnée par l'orchestre de Jean Lenoir, sur disque 78 tours 25 cm Polydor no 521739 (face 2)[13].

### Enregistrements d'époque remastérisés sur CD
- 1988 : Amoureuse, paroles de Maurice de Féraudy, musique de Rodolphe Berger, sur Les chansons de la Belle Époque, volume 1, productions Virgin France
- 1994 : Amoureuse, paroles de Maurice de Féraudy, musique de Rodolphe Berger, sur Nos plus belles chansons 1890-1962 en 10 CD, volume 1, éditions Marianne Mélodie
- 1996 : Revivons l'amour, paroles de Maurice de Féraudy, musique de Paul Fauchey, sur Folies-Bergère de 1902 à 1942 en 2 CD, Édition Production Marketing (EPM 983422).

## Filmographie
- 1931 : L'Amour à l'américaine, de Claude Heymann
- 1933 : Je te confie ma femme, de René Guissart : Mme Jardin

## Pour approfondir